# Szongszu állomás
Szongszu (Seongsu) állomás a szöuli metró 2-es vonalának egyik állomása. Az állomás két vágánypárral rendelkezik, a belső pár a fő vonalat, a külső pedig a Szongszu (Seongsu) szakaszt szolgálja ki.

## Viszonylatok
| 2-es vonal                                       | 2-es vonal                 | 2-es vonal                                                               |
| ------------------------------------------------ | -------------------------- | ------------------------------------------------------------------------ |
| Ttukszom (Ttukseom) (külső oldal) Városháza felé | fő vonal                   | Konguk (Konkuk) Egyetem (belső oldal) Cshungdzsongno (Chungjeongno) felé |
| végállomás                                       | Szongszu (Seongsu) szakasz | Jongdap (Yongdap) Sinszol-tong (Sinseol-dong) felé                       |